# Arthur Asa Berger
Arthur Asa Berger (* 1933) ist ein amerikanischer Medienwissenschaftler und Professor Emeritus in Broadcast and Electronic Communication Arts an der San Francisco State University.
Obwohl er aus einer jüdischen Familie stammt, besuchte er eine katholische Schule, wo er von zumeist katholischen Lehrern unterrichtet wurde, die vom Boston College oder Holy Cross kamen. Als er aufwuchs, entwickelte Berger immer mehr ein Interesse am Schreiben und Zeichnen. In den frühen 1950er Jahren begann er ein Studium in Literatur und Philosophie an der University of Massachusetts, das er 1954 mit einem B.A. abschloss. Von dort bewarb er sich anschließend an Graduate Schools, um ein Journalistik-Studium aufzunehmen, wobei er annahm, dass dieses Studium gemeinsam mit seinem Interesse am Schreiben ihm helfen würde, später eine Arbeit zu finden und eine interessante Karriere zu machen. Im Sommer 1954 wurde er von der School of Journalism an der University of California, Berkeley für ein Journalistik-Studium akzeptiert. Er entschied sich jedoch dafür zur University of Iowa zu transferieren, wo er mit Schriftstellern wie Marguerite Young arbeiten konnte, und auch Kurse in Philosophie unter Gustav Bergmann vom Wiener Kreis belegen konnte. Im Sommer 1956, nur 11 Tage nachdem Berger seinen M.A. erhalten hatte, wurde er in die Armee eingezogen, wo bis 1958 seinen Dienst verrichtete. 1958, nach der Entlassung aus der Armee, reiste Berger zunächst durch Europa, bevor er sich für ein Promotionsstudium in Amerikanistik an der University of Minnesota einschrieb.
Nach Abschluss seiner Promotion bewarb er sich auf verschiedene akademische Positionen und bekam schließlich einen Lehrstuhl an der Broadcast and Electronic Communication Arts Fakultät der San Francisco State University, wo er unter anderem Kurse in kritischer Diskurs- und Medienanalyse unterrichtete. Über den Verlauf seiner Karriere hin hat Berger mehr als 130 Artikel und mehr als 70 Bücher veröffentlicht. Darunter befinden sich Bücher zur Analyse von Comics, Fernsehen, Werbung und Alltagsobjekten wie auch Lehrbücher, die als Kriminalgeschichten verkleidet sind. Außerdem hat er Reiseführer für Südostasien verfasst. Als Fulbright Scholar verbrachte er 1963–1964 an der Universität von Mailand, und als Fulbright Senior Specialist unterrichtete er an einer Reihe von Universitäten in vielen Ländern, wie beispielsweise Argentinien und China.

## Bibliografie (Auswahl)
- Media Analysis Technique (1982)
- The art of comedy writing (1997)
- Ads, Fads, and Consumer Culture: Advertising's Impact on American Character and Society (2000)
- Media and communication research methods : an introduction to qualitative and quantitative approaches (2000)
- Shop 'til you drop : consumer behavior and American culture (2005)
- Vietnam tourism (2005)
- Media, Myth, and Society (2012)
- Bali tourism (2013)